# Гомис, Мечини
Мечини Гомис (фр. Mechini Gomis; род. 14 декабря 2001, Сенегал) — сенегальский футболист, нападающий клуба «Пайде». Выступает на правах аренды в клубе «Лусаил».

## Карьера
Футбольную карьеру начал в сенегальской академии «Кайор Фут», откуда затем в октябре 2021 года перешёл в гамбийский клуб «Уоллидан». В сентябре 2022 года футболист перешёл в эстонский клуб «Пайде», с которым подписал контракт до конца 2025 года. Дебютировал за клуб 14 сентября 2022 года в матче против таллинского «Легиона». В следующем матче 18 сентября 2022 года также против таллинского «Легиона» футболист отличился дебютными голами, оформив дубль. Футболист быстро закрепился в основной команде клуба. Также за сезон единожды привлекался к игре с резервной командой. В матче Кубка Эстонии 9 ноября 2022 года против второй команды таллинского «Калева» отличился покером. Закончил свой дебютный сезон с 8 забитыми голами в 10 матчах во всех турнирах.
Новый сезон начал 26 февраля 2023 года с победы за Суперкубок Эстонии, где футболист вместе с клубом одержал победу над «Флорой». Первый матч в чемпионате сыграл 5 марта 2023 года против клуба «Нарва-Транс», также отличившись первым забитым голом. В июле 2023 года вместе с клубом отправился на квалификационные матчи Лиги конференций УЕФА. Первый матч в рамках еврокубкового турнира сыграл 12 июля 2023 года против фарерского клуба «Б-36». В матче 23 июля 2023 года против клуба «Курессааре» отличился забитым дублем. В августе 2023 года футболист на правах арендного соглашения перешёл в катарский клуб «Ас-Сайлия». В феврале 2024 года футболист на правах арендного соглашения стал игроком катарского клуба «Лусаил».

## Достижения
«Пайде»
- Обладатель Суперкубка Эстонии: 2023